# Bàrbara Mestanza
Bàrbara Mestanza (* 1990 in Barcelona, Katalonien) ist eine spanische Schauspielerin in den Bereichen Theater, Musical, Fernsehen und Film, Synchronsprecherin und Sängerin der Folk-Musikgruppe The Mamzelles.

## Leben
Mestanza begann bereits mit 12 Jahren mit dem Schauspiel am Theater. Sie studierte die Fächer Musiktheater, Regie und Dramaturgie an der Eòlia, Escola Superior d'Art Dramàtic in Barcelona, anschließend spezialisierte sie sich auf das Fach Theater an der Institut del Teatre de Barcelona. Es folgten Darstellungen in Musicals am Teatre Victoria und dem Novedades in Barcelona. Seitdem folgten Mitwirkungen in verschiedenen Musical- und Theaterstücken. Darüber hinaus ist sie zusätzlich als Synchronsprecherin tätig.
Gemeinsam mit Paula Malia und Paula Ribó gründete Mestanza 2010 die Musikgruppe The Mamzelles. 2012 erschien das erste Studioalbum Que Se Desnude Otra. Zwei Jahre später folgte das Studioalbum Totem. Beide Alben erschienen im Label DiscMedi Blau.
2013 gab sie ihr Filmschauspielerdebüt in Los inocentes. 2017 war sie in insgesamt 118 Episoden der Fernsehserie La Peluquería in der Rolle der Paloma zu sehen. Seit 2019 stellt sie die Rolle der Carla Rivas in der Fernsehserie Mercado Central dar.

## Filmografie
- 2013: Los inocentes
- 2013–2014: Crackòvia (Fernsehserie, 7 Episoden, verschiedene Rollen)
- 2015: Sin identidad (Fernsehserie, 3 Episoden)
- 2017: La Peluquería (Fernsehserie, 118 Episoden)
- 2019: Suc de síndria (Kurzfilm)
- seit 2019: Mercado Central (Fernsehserie)